# Móric Esterházy
Móric Esterházy de Galántha et Fraknó (27. dubna 1881 Oroszlány – 28. června 1960 Vídeň) byl maďarský politik. Mezi 15. červnem a 20. srpnem 1917 byl předsedou vlády Uherska.

## Život
Pocházel ze šlechtického rodu Esterházyů. Jeho otec Mořic Esterházy byl rakouským diplomatem a velvyslancem ve Vatikánu, jeho vnuk Péter Esterházy se stal oceňovaným spisovatelem. V letech 1899 až 1904 byl Móric studentem na univerzitách v Budapešti a v Oxfordu. Zde se setkal s Edwardem Frederickem Lindleyem Woodem - pozdějším britským ministrem zahraničí - se kterým navázal úzké přátelství. Po studiích hodně cestoval po Evropě a Severní Americe. Do politického života se zapojil v roce 1905, kdy na základě dědičného práva usedl do sněmovny magnátů. V následujícím roce byl zvolen voliči i do sněmovny dolní. Bojoval jako dobrovolník v první světové válce, působil zejména na srbské a ruské frontě, jako záložní nadporučík 9. husarského pluku. V roce 1917 byl poslán do zálohy a 15. června po odvolání Istvána Tiszy ho císař Karel poměrně nečekaně jmenoval předsedou vlády. Vznikla tak první menšinová vláda v uherské historii. Většinu v ní měli příznivci Gyuly Andrássyho mladšího, ale opozice v ní dostala čtyři křesla. Hlavním cílem bylo rozšíření volebního práva. Při jeho plnění ale Esterházy rychle ztroskotal a 19. srpna podal demisi. Sándor Wekerle, který byl jmenován premiérem následující den, si ve vládě ponechal všechny členy odcházejícího kabinetu. Esterházy se ve Wekerleho kabinetu ujal funkce ministra bez portfeje (ve skutečnosti spravoval zdravotnictví). Byl ve funkci od 25. ledna do 8. května 1918. Na krátkou dobu byl pověřen též vedením ministerstva náboženství a veřejné vzdělávání. Po válce, v době republikánských experimentů, se z politiky stáhl a vedl zemědělskou školu v Csákváru. Později hospodařil na svých statcích. Do politiky se vrátil až v roce 1931, kdy kandidoval za Křesťanskou hospodářskou a sociální stranu a byl zvolen poslancem. Stal se členem 33. hospodářského výboru. Poslancem byl znovu v letech 1939 až 1944, tentokrát za Sjednocenou křesťanskou stranu. Za druhé světové války podporoval prozápadní politiku Miklóse Kállaye, za což byl po německé okupaci Maďarska 16. října 1944 zatčen gestapem. Zpočátku byl vězněn ve vojenské věznici Margit körút, později v Sopronkőhidě. V únoru 1945 byl odvlečen do koncentračního tábora Mauthausen, odkud se v září 1945 vrátil do Maďarska. V roce 1951 ho komunisté spolu s rodinou a starou matkou deportovali z hlavního města do Hortu v župě Heves. Zde pracoval jako hrobník. V roce 1956 emigroval s dcerou do Vídně, kde zbývající čtyři roky života prožil ve Schwarzenberském paláci, kde mu pobyt nabídli příbuzní (jeho matka byla ze schwarzenberského rodu). Pohřben byl v Mariazellu.